# SN 2007bh
SN 2007bh – supernowa odkryta 13 kwietnia 2007 roku w galaktyce PGC0054103. W momencie odkrycia miała maksymalną jasność 18,60m.